# گرنجر، میسوری
گرنجر (به انگلیسی: Granger) یک روستا (ایالات متحده آمریکا) در ایالات متحده آمریکا است که در شهرستان اسکاتلند، میزوری واقع شده‌است.
 گرنجر ۰٫۴۱ کیلومتر مربع مساحت و ۳۴ نفر جمعیت دارد و ۲۳۲ متر بالاتر از سطح دریا واقع شده‌است.